# Скотия (море)
Море Скотия (на английски: Scotia Sea) е море от акваторията на Атлантическия сектор на Южния океан.
Разположено е между островите Южна Джорджия на север, Южните Сандвичеви на изток и Южните Оркнейски на юг. На запад чрез протока Дрейк се съединява с Тихия океан. Дължината от запад на изток е около 2200 km, ширината – до 700 km, площта му е около 1,3 млн. km2. Дълбочините почти повсеместно превишават 5000 m, максималната е 7756 m в централната му част. Море Скотия е морето с най-голяма средна дълбочина в света. Средната температура на водата на повърхността е от 6 °C до –1 °C. Солеността е около 34‰. Южните му райони през значителна част от годината са покрити с дрейфуващи ледове. През 1932 г. е наименувано в чест на експедиционния кораб „Скотия“ на шотландската антарктическа експедиция на Уилям Брус през 1903 – 04 г.